# Richard Wynn (2e baronnet)
Richard Wynn, 2e baronnet (1588 - 19 juillet 1649) est un courtisan et homme politique gallois qui siège à la Chambre des communes à plusieurs reprises entre 1614 et 1649.

## Biographie
Wynn est le deuxième et l'aîné des fils survivants de John Wynn (1er baronnet), et de sa femme Sidney, fille de William Gerard (en), Lord Chancelier d'Irlande. Il est député du Caernarvonshire en 1614. Il est le valet de la chambre à coucher de Charles, prince de Galles, de 1617 à 1625. Il se présente sans succès dans le Caernarvonshire en 1621, mais lors de la même élection, il est réélu en tant que député d'Ilchester.
Wynn accompagne le prince lors de son voyage en Espagne en 1623 et écrit plus tard un récit du voyage, publié par T. Hearne en 1729 avec l' Historia vikie et regni Ricardi II. En 1625, il est de nouveau élu député d'Ilchester. Il est également nommé trésorier de la reine Henrietta Maria. Il hérite du titre de baronnet après la mort de son père en 1627. En 1629, il est de nouveau valet de la chambre à coucher de Charles (devenu le roi Charles Ier) et d'Henrietta Maria. Il fonde la chapelle Gwydir dans l'église de Llanrwst et fait construire un pont sur la rivière Conwy en 1633.
En avril 1640, Wynn est élu député d'Andover, de Newton et de Bodmin au Court Parlement et choisit de siéger à Andover. Il est élu député de Liverpool pour le Long Parlement en novembre 1640. Il siège au parlement jusqu'en 1648, date à laquelle il est exclu pendant la Purge de Pride et meurt quelques mois plus tard en 1649.